# Vandaforsbanan
|  | Unknown BSicon "exLSTR" |

|  | Unknown BSicon "KBHFxa" |

|  | Station on track |

|  | Station on track |

|  | Station on track |

|  | Unknown BSicon "tSTRa" |

|  | Unknown BSicon "tBHF" |

|  | Unknown BSicon "tSTRe" |

|  | Unknown BSicon "hKRZWae" |

|  | Station on track |

|  | Unknown BSicon "SKRZ-Ao" |

|  | Station on track |

|  | Enter and exit short tunnel |

| Unknown BSicon "LSTRq" | Unknown BSicon "ABZg+r" |  |

|  | Station on track |

|  | Track change |

|  | Station on track |

|  | Unknown BSicon "vSHI1+l-STR+l" | Unknown BSicon "LSTRq" |

|  | Unknown BSicon "vBHF" |

|  | Unknown BSicon "SPLe" |

|  | End station |

|  | Unknown BSicon "exLSTR" |

|  | Unknown BSicon "KBHFxa" |

|  | Station on track |

|  | Station on track |

|  | Station on track |

|  | Unknown BSicon "tSTRa" |

|  | Unknown BSicon "tBHF" |

|  | Unknown BSicon "tSTRe" |

|  | Unknown BSicon "hKRZWae" |

|  | Station on track |

|  | Unknown BSicon "SKRZ-Ao" |

|  | Station on track |

|  | Enter and exit short tunnel |

| Unknown BSicon "LSTRq" | Unknown BSicon "ABZg+r" |  |

|  | Station on track |

|  | Track change |

|  | Station on track |

|  | Unknown BSicon "vSHI1+l-STR+l" | Unknown BSicon "LSTRq" |

|  | Unknown BSicon "vBHF" |

|  | Unknown BSicon "SPLe" |

|  | End station |

Vandaforsbanan (finska: Vantaankosken rata), även kallad Mårtensdalsbanan (finska: Martinlaakson rata), är en närtågsbana mellan Helsingfors centralstation och Vandaforsen, och var även en godstågbana före rivningen av industrispåret i Mårtensdal under 1990-talet. Banan delar sträcka med Kustbanan från Helsingfors central till Hoplax där den avviker norrut. Längs med banan ligger Malmgårds järnvägsstation, som länge var den enda finska (exklusive metrostationer) belägen i tunnel.
Banan byggdes år 1975 till Mårtensdal till en kostnad av 110 miljoner mark, och var till en början tänkt att bli en del av en planerad metrolinje i nord-sydlig riktning som dock hittills inte börjat byggas. År 1991 förlängdes banan till Vandaforsen. Ytterligare en förlängning österut via Vanda flygplats till Sandkulla, kallad Ringbanan, öppnades den 1 juli 2015, och trafikeras numera av närtågslinjerna P i medurs riktning (Helsingfors–Flygplatsen–Sandkulla–Helsingfors) och I i moturs riktning.